# Catan – Jubiläumsausgabe
Die Siedler von Catan Jubiläumsausgabe ist eine zum 15-jährigen Catan-Jubiläum im Herbst 2010 erschienene limitierte Version des Catan-Brettspiels von Klaus Teuber. Erste Bilder wurden auf der Webseite des Kosmos-Verlages am 25. Januar 2010 veröffentlicht. Die Landschaftsbilder auf diesen Bildern entsprechen denen der Neuausgabe von 2010, die Felder wurden aber ebenso wie das Spielmaterial aus Holz (MDF) gefertigt. Die Jubiläumsausgabe wurde in einer Holzkiste angeboten und das Spiel ist mit bis zu 6 Spielern möglich. Die Spielfiguren entsprechen den Viking-Figuren, die seit 2009 erhältlich sind.

## Inhalt
- 37+15 Hexagonfelder aus Holz
  - 4+2× Ackerland
  - 3+2× Gebirge
  - 3+2× Hügelland
  - 4+2× Wald
  - 4+2× Weideland
  - 1+1×Wüste
  - 9+2×Meerfelder ohne Hafen
  - 9+2×Meerfelder mit Hafen
- 4+2 Baukostenkarten aus Holz
- 2 Siegpunktkarten aus Holz
  - Längste Handelsstraße
  - Größte Rittermacht
- 120 Rohstoffkarten (je 24×)
  - Holz, Wolle, Getreide, Lehm, Erz
- 25+9 Entwicklungskarten
  - 14+6 Ritter
  - 6+3 Fortschritt
  - 5 Siegpunkte
- 96+48 Figuren aus Holz (in 6 Farben)
  - 16+8 Städte
  - 20+10 Siedlungen
  - 60+30 Straßen
- 1 schwarze Räuberfigur aus Holz
- 18+10 Zahlenchips aus Holz
- 2 Holzwürfel w6
- 2 Kartenhalter
- Spielanleitung
- Catan-Almanach

(mit „+“ sind die für den 5-6 Spielermodus zusätzlichen Teile angegeben)

## Kombinierbarkeit mit den normalen Catan-Erweiterungen
Die Hexfelder sind dreimal so dick wie die normalen Kartonfelder und etwa 1,5 mm schmaler. Da es keinen Rahmen gibt, ist die Jubiläumsausgabe mit den Seefahrererweiterungen ab 2003 schlecht kombinierbar, mit der alten Seefahrerer-Erweiterung mit Holzfiguren von 1997 dann, wenn die unterschiedlichen Höhen und die etwas kleineren Felder akzeptiert werden. Die Kombination mit der Städte & Ritter-Erweiterung gelingt am besten mit den separat erhältlichen Viking-Figuren. Aus der Händler & Barbaren-Erweiterung, Atlantis-Erweiterung und dem Buch zum Spielen lassen sich einige Elemente problemlos nutzen. Schwieriger wird es wenn verschiedene Landschaftsfelder kombiniert werden müssen.

## Übersetzungen
- Englisch: Settlers of Catan - 15th Anniversary Edition™ (bei Mayfair Games)
- Niederländisch: De Kolonisten van Catan Collector’s Editie (bei 999 Games)
- Portugiesisch: Descobridores de Catan EDIÇÃO 15 ANOS DE CATAN (bei Devir)
- Spanisch: CATAN - EDICIÓN ANIVERSARIO (bei Devir)

## Qualitätsprobleme
Bei einigen der ersten ausgelieferten Exemplare gab es Mängel bei den Spielfeldern und Spielfiguren. Zudem wurden die Würfel mit einer unüblichen Zahlenverteilung hergestellt. Dies sorgte in Spielerkreisen für Unmut auf die der Verlag mit einer Stellungnahme reagierte.